# Konstantin and Mouse (película)
 Konstantin and Mouse: a Documentary in Thirty Three performances   es un largometraje documental  , también conocido como Kostya and Mouse, que trata de la vida del poeta ruso Konstantin Kuzmisky, que abandonó la Unión Soviética en los 70  y ha residido en los Estados Unidos desde entonces.

## Sinopsis
La película se estructura como una selección de viñetas con Konstantin K. Kuzminsky y su mujer Emma, apodada Mouse. Sus historias personales se entremezclan con fragmentos de actuaciones poéticas, la aparición ocasional de invitados en su casa al norte de Nueva York, notablemente la estrella de rock rusa Yuri Shevchuk, grabaciones domésticas filmadas por Mouse, la más leal adepta de Konstantin y custodio de sus filmaciones. 
Además relata el origen de la obra maestra de Konstantin Kuzminsky, publicada en 1986 en nueve volúmenes, la 'Blue Lagoon Anthology of Modern Russian Poetry', la única publicación de poetas rusos/soviéticos inconformistas desde los años cincuenta hasta la década de los ochenta.  
La película fue proyectada en un gran número de festivales internacionales de cine en Rusia,entre ellos- El festival internacional para los derechos humanos en Moscú (2006)  y en el festival internacional de cine de Moscú en 2007.A día de hoy Konstantin K. Kuzminsky es ampliamente reconocido con una importante figura de la contracultura del escena artística de San Petersburgo .